# Swan's Island
Swans Island es un pueblo ubicado en el condado de Hancock en el estado estadounidense de Maine. En el Censo de 2010 tenía una población de 332 habitantes y una densidad poblacional de 1,59 personas por km².

## Geografía
Swans Island se encuentra ubicado en las coordenadas 44°7′39″N 68°26′28″O / 44.12750, -68.44111. Según la Oficina del Censo de los Estados Unidos, Swans Island tiene una superficie total de 209.3 km², de la cual 32.15 km² corresponden a tierra firme y (84.64%) 177.15 km² es agua.

## Demografía
Según el censo de 2010, había 332 personas residiendo en Swans Island. La densidad de población era de 1,59 hab./km². De los 332 habitantes, Swans Island estaba compuesto por el 96.08% blancos, el 0.9% eran afroamericanos, el 0.9% eran amerindios, el 0% eran asiáticos, el 0% eran isleños del Pacífico, el 0% eran de otras razas y el 2.11% pertenecían a dos o más razas. Del total de la población el 0.3% eran hispanos o latinos de cualquier raza.